# Patty en Selma Bouvier
Patricia "Patty" Bouvier en Selma Bouvier Terwilliger Hutz McClure Stu Simpson , ook bekend als Patty en Selma zijn twee fictieve personages uit de animatieserie The Simpsons. Het worden ingesproken door Julie Kavner.
Patty en Selma zijn een tweeling en de zussen van Marge Simpson. Het zijn vrijgezelle kettingrokers die werken bij de autokeuring (Department of Motor Vehicles) en een sterke hekel hebben aan Homer.
Selma is de oudste van de twee en twee minuten ouder dan Patty.

## Kenmerken
De twee zien er op veel punten hetzelfde uit, maar er zijn bepaalde kenmerken waarmee men ze uit elkaar kan houden. Volgens Marge houdt Selma van de Police Academy films, Hummelbeeldjes en wandelen in het park. Een paar fysieke verschillen zijn:
- Patty heeft een afrokapsel, terwijl Selma een scheiding in het midden heeft.
- Patty draagt een roze jurk met korte mouwen, en Selma een blauwe jurk zonder mouwen.
- Patty draagt oranje driehoekige oorbellen en Selma paarse ronde oorbellen.
- Patty draagt een oranje ronde ketting en Selma een ovale paarse ketting.

## Persoonlijkheden
Selma en Patty komen allebei vrijwel altijd nors en onplezierig over. Beide vertonen cynisch gedrag, en hebben vrijwel altijd een sigaret in de mond.
Volgens de aflevering "Black Widower" heeft Selma geen gevoel voor smaak en reuk door een ongeluk in haar jeugd.
De twee mogen Homer totaal niet. Hoewel Homer Simpson altijd uit respect voor Marge probeert beleefd te zijn tegen Selma en Patty, deinzen de twee er niet voor terug om hun onvrede over Homer te uiten waar hij bij is. Zo zijn er een aantal situaties bekend waarin het ze niet leek te schelen dat Homer zich in een levensbedreigende positie bevond. Toen in de aflevering "Mother Simpson" Homer zijn dood in scène zette, maakten de twee een grafsteen met de tekst "Homer Simpson. We are richer for having lost him."
Selmas favoriete sigarettenmerk is "Laramie Hi-Tars", en Patty’s favoriete merk is "Lady Laramie 100s". Beide delen een appartement in het appartementencomplex Spinster Arms. Beide zijn dol op de televisieserie MacGyver, en ze lijken allebei te denken dat McGyver een "echte" man is in plaats van een personage (in een bepaalde aflevering gaan Patty en Selma zelfs zo ver als Richard Dean Anderson, de acteur die MacGyver speelt, te ontvoeren).

## Relaties
Van de twee heeft Selma de meeste relaties gehad. Ze is getrouwd geweest met Sideshow Bob, maar scheidde van hem toen hij haar probeerde te vermoorden. Verder had ze ook een keer een relatie met Abraham Simpson, Homers vader.
Patty heeft voor zover bekend maar een keer een relatie gehad. Namelijk met Seymour Skinner, het schoolhoofd van de basisschool van Springfield. Echter, in de aflevering There's something about marrying beweert Patty al haar hele leven lesbisch te zijn en trad ze bijna in het huwelijk met een andere vrouw. Toen ze echter ontdekte dat haar verloofde eigenlijk een man was zag ze van het huwelijk af.

## De Bouviers en de Simpsons
Als kinderen waren Patty en Selma vaak erg dominant tegenover Marge, en maakten haar belachelijk vanwege haar dromen om een astronaut te willen worden. In het heden lijkt hun relatie te zijn verbeterd. De Bouviers hebben nu in elk geval een wat vriendelijkere relatie met hun zus en bezoeken de Simpsons vaak.
Ze lijken ook te geven om hun nichtjes en neefje. De twee passen geregeld op Bart, Lisa en Maggie als Homer en Marge weg zijn. Selma nam de kinderen ook een keer mee naar het Duff Gardens themapark. Bart en Lisa zijn echter niet graag in de buurt als hun tantes langskomen.
Homer Simpson · Marge Simpson · Bart Simpson · Lisa Simpson · Maggie Simpson · Abraham Simpson · Patty en Selma Bouvier · Jacqueline Bouvier · Mona Simpson · Santa's Little Helper · Snowball II · Familie Bouvier
Jasper Beardley · Comic Book Guy · Eddie en Lou · Maude Flanders · Ned Flanders · Professor Frink · Barney Gumble · Julius Hibbert · Lionel Hutz · Eerwaarde Lovejoy · Kapitein Horatio McCallister · Hans Moleman · Bleeding Gums Murphy · Apu Nahasapeemapetilon · Mayor Joe Quimby · Dr. Nick Riviera · Agnes Skinner · Cletus Spuckler · Squeaky Voiced Teen · Disco Stu · Moe Szyslak · Kirk Van Houten · Luann Van Houten · Chief Clancy Wiggum
Gary Chalmers · Rod en Todd Flanders · Jimbo Jones · Kearney · Edna Krabappel · Otto Mann · Nelson Muntz · Martin Prince · Seymour Skinner · Milhouse Van Houten · Ralph Wiggum · Groundskeeper Willie · andere studenten
Montgomery Burns · Carl Carlson · Lenny Leonard · Waylon Smithers
Itchy en Scratchy · Kent Brockman · Krusty de Clown · Troy McClure · Rainier Wolfcastle · Radioactive Man
Snake · Kang & Kodos · Sideshow Bob · Fat Tony
Treehouse of Horror
Bart vs. the World · Bart Simpson's Escape from Camp Deadly · The Simpsons Arcadespel · Bart vs. the Space Mutants · Bart's House of Weirdness ·Bart vs. The Juggernauts · Krusty's Fun House · Bartman Meets Radioactive Man · Bart's Nightmare · The Itchy and Scratchy Game · Virtual Bart · Bart and the Beanstalk · Itchy & Scratchy in Miniature Golf Madness · Cartoon Studio · Virtual Springfield · Night of the Living Treehouse of Horror · Bowling · Wrestling · Road Rage · Skateboarding · Hit & Run · The Simpsons Game · The Simpsons: Tapped Out
The Simpsons · The Simpsons Pinball Party
Strips: Simpsons Comics · Bart Simpson serie · Itchy & Scratchy Comics · Bart Simpson's Treehouse of Horror · Futurama/Simpsons Infinitely Secret Crossover Crisis
Tijdschrift: Simpsons Illustrated
Boeken: Bart Simpson's Guide to Life · Family Album · Library of Wisdom · Complete Guides · Planet Simpson · The Simpsons and Philosophy
Actiefiguurtjes: World of Springfield
The Simpsons Movie
Bankgrap ·
Canyonero · 
D'oh! · 
Duff Beer · 
Schoolbordgrap · 